# Roman Caspar
Roman Caspar (* 16. April 1986 in Greifensee ZH) ist ein ehemaliger Schweizer Handballspieler. Er war Spieler im Kader der Handballmannschaft Wacker Thun.
Er wechselte im Sommer 2006 von Handball Grauholz nach Thun in die höchste Spielklasse SHL/NLA. Casper bestritt zehn Länderspiele für die Schweiz, in denen er zwei Treffer erzielte. Ausserdem bestritt er zahlreiche Spiele für die Junioren-Nationalteams der Schweiz. Nach der Saison 2017/18 beendete er seine Karriere. 
Auf Grund von zahlreichen verletzten Spielern gab Roman Caspar in der Saison 2018/2019 ein Comeback. Dieses beendete er am 18. April 2019 und gab seinen 2. Rücktritt.

## Erfolge
- Schweizermeister U17 2000
- Vizemeister U17 2001
- Vizemeister U19 2002
- Teilnahme U18-EM in Belgrad 2004
- Schweizer Cupsieger mit Wacker Thun 2012, 2013 und 2019
- Schweizer Meister mit Wacker Thun 2013 und 2018